# Rasa (Rumunia)
Rasa – wieś w Rumunii, w okręgu Călărași, w gminie Grădiștea. W 2011 roku liczyła 1203 mieszkańców.